# Plavno (zavala)
Plavno je brdsko područje sjeverno od Knina. 
Pruža pravcem sjever-jug, na dužini od 14 kilometara i širini oko 7 kilometara. Strme planine s kojih stiže dosta erodiranog materijala, visoke su u prosjeku oko 1.000 metara, odnosno od 725 do 1.248 metara. Najviša planina je Bobija 1.248 metara, Orlovica 1.201 metar, Gologlav 1.196 metara (Plješivica 725 a Debelo brdo 740 metara). U blizini je i planina Kom (1003 m), koja je jugoistočni završetak masiva Velebit. To je i prostor sučeljavanja Dinare i Velebita, smješten između dvije dislokacione zone – doline Butižnice na istoku i Zrmanje na zapadu, pa je tektonski veoma aktivno.
Stijene koje okružuju Plavanjsko polje formirane su u starijem dijelu mezozoika i trijasu. U Plavnu, kao i širem području, dominiraju pljeskoviti, tzv. prljavi vapnenci koji uvjetuju stvaranje rastresitog zemljišta, na kojem su uzgajane pojedine poljodjelske kulture, dok su se u rudičastim vapnencima iz perioda krede, stvorile makija i siromašniji pašnjaci. 
Plavanjsko polje je u najvećem dijelu plavljeno (otud ime selu i samom polju),  nepravilnog je kružnog oblika, ukupne površine oko 8 km2, najviše pod livadama. Plavanjsko polje je najviše polje u okolici, prostire se na visini od 392 m na jugu, u dolini rječice Radljevac, do 500 metara na suprotnom, sjevernom dijelu (Zorići).
Rasjedi, geološka podloga i padaline uvjetovali su mnogobrojne izvore i vodotoke (više od 30), a negativna ljudska aktivnost dodatno je pospješila eroziju. Značajnije šumske i pašnjačke površine nalaze se u višim dijelovima.
U Plavnu je prosječna godišnja količina padalina 1.447 litara, ili oko 120 litara mjesečno (u Kninu godišnje padne 1148, u Šibeniku 855, dok na Uništima padne 1.652 litara kiše). Padaline su u Plavnu posebno obilne u jesen i zimu (prosječno padne oko 400 litara kiše). Plavno se prostire na površini 62,4 km2.
Plavno, u slivu Radljevca i Došnice ima više vrela. Geolozi tvrde da je 30 izvora, a plavanjska legenda 365, koliko i dana u godini, vjerojatno da bi istakla izdašnost prirode u vodom uglavnom siromašnom okruženju; primjera radi na planini Promina kod Drniša je samo jedan stalni izvor.